# Miecz Damoklesa

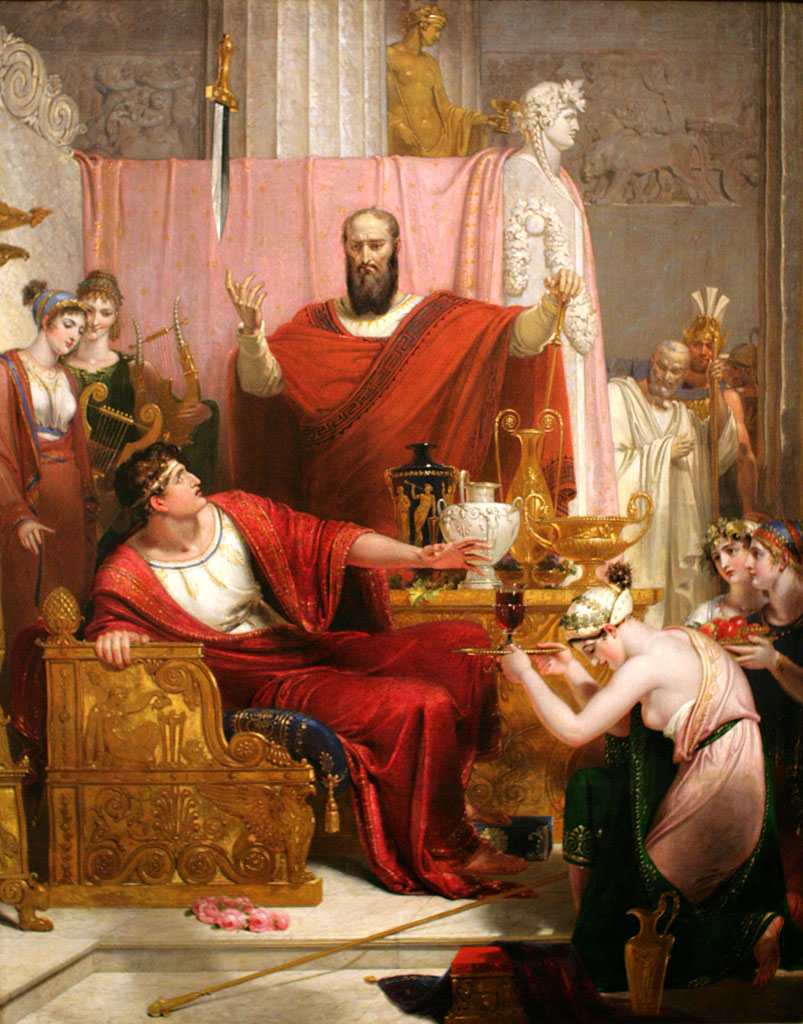
Richard Westall – Miecz Damoklesa (1812)

Miecz Damoklesa – związek frazeologiczny nawiązujący do anegdoty o syrakuzańskim tyranie Dionizjuszu. W przenośni oznacza stałą groźbę wiszącą nad kimś używającym beztrosko życia i korzystającym z bogactwa lub dobrodziejstw swego stanowiska.
Chcąc lepiej uprzytomnić swój los schlebiającemu mu zawistnemu dworzaninowi Damoklesowi, który nazywał go najszczęśliwszym ze śmiertelników, tyran zaproponował mu, ażeby na jeden dzień wszedł w jego rolę i znalazł się w jego sytuacji. W tym celu pozwolił mu zająć swe złote łoże w luksusowej komnacie i ucztować do woli. Zarazem jednak nakazał zawiesić nad Damoklesem ostry miecz na cienkim końskim włosiu. W ten sposób unaocznił mu niebezpieczeństwa bezustannie grożące ze strony wrogów i nieprzyjaciół wśród pozornych luksusów i przywilejów władzy. Historię tę wykorzystał Cyceron omawiając kwestię szczęścia ludzkiego w dialogach filozoficznych (Tuskulanki V 21,61).